# Tocob Leglemal
Tocob Leglemal är en ort i Mexiko.   Den ligger i kommunen Tila och delstaten Chiapas, i den sydöstra delen av landet, 800 km öster om huvudstaden Mexico City. Tocob Leglemal ligger 822 meter över havet och antalet invånare är 2 067.
Terrängen runt Tocob Leglemal är kuperad åt nordost, men åt sydväst är den bergig. Tocob Leglemal ligger nere i en dal. Runt Tocob Leglemal är det ganska tätbefolkat, med 67 invånare per kvadratkilometer. Närmaste större samhälle är Petalcingo, 4,0 km väster om Tocob Leglemal. I omgivningarna runt Tocob Leglemal växer i huvudsak städsegrön lövskog.